# Zumpango de Ocampo
Zumpango de Ocampo, é uma cidade do estado de Estado de México, no México.